# Elecciones parlamentarias de Haití de 1979
Elecciones parlamentarias tuvieron lugar en Haití el 11 de febrero de 1979. Más de 300 candidatos se postularon para la elección, todos quienes eran miembros del Partido Unidad Nacional y seguidores del presidente Jean-Claude Duvalier. Todos los escaños de la Cámara de Diputados, con una excepción, fueron obtenidos por los candidatos del Partido Unidad Nacional, el único partido legal en el momento, mientras que el escaño restante fue obtenido por un candidato independiente en Cabo Haitiano.

## Resultados
| Partido                 | Votos | % | Escaños |
| ----------------------- | ----- | - | ------- |
| Partido Unidad Nacional |       |   | 57      |
| Independientes          |       |   | 1       |
| Votoss en blanco/nulos  |       | - | -       |
| Total                   |       |   | 58      |
| Fuente: Nohlen          |       |   |         |